# الدوري السعودي الممتاز 1979–80
الدوري السعودي الممتاز 1979–1980 النسخة الرابعة من الدوري السعودي الممتاز. لعبت بنظام النقاط وشارك عشرة أندية، وكان أول موسم يسمح فيه باستقطاب اللاعبين الأجانب. ظفر النصر بلقب البطولة وثاني لقب بتاريخه.
الأندية التي هبطت هي الوحدة، وأحد،

## الملاعب والمواقع
| النادي   | المكان          | الملعب                      |
| -------- | --------------- | --------------------------- |
| الأهلي   | جدة             | ملعب الأمير عبد الله الفيصل |
| الاتفاق  | الدمام          | ملعب الأمير محمد بن فهد     |
| الهلال   | الرياض          | ملعب الأمير فيصل بن فهد     |
| الاتحاد  | جدة             | ملعب الأمير عبد الله الفيصل |
| النهضة   | الخبر           | ملعب الأمير سعود بن جلوي    |
| النصر    | الرياض          | ملعب الأمير فيصل بن فهد     |
| أحد      | المدينة المنورة | غير معروف                   |
| القادسية | الخبر           | ملعب الأمير سعود بن جلوي    |
| الشباب   | الرياض          | ملعب الأمير فيصل بن فهد     |
| الوحدة   | مكة             | ملعب الملك عبد العزيز       |

## الترتيب النهائي للدوري
| الترتيب | النادي   | لعب | النقاط |
| ------- | -------- | --- | ------ |
| 1       | النصر    | 18  | 29     |
| 2       | الهلال   | 18  | 26     |
| 3       | الاتحاد  | 18  | 21     |
| 4       | الأهلي   | 18  | 21     |
| 5       | الشباب   | 18  | 17     |
| 6       | الاتفاق  | 18  | 16     |
| 7       | النهضة   | 18  | 15     |
| 8       | القادسية | 18  | 14     |
| 9       | الوحدة   | 18  | 13     |
| 10      | أحد      | 18  | 8      |